# Marcela Carena
Marcela Carena   (Buenos Aires, 22 de març de 1962) és una física teòrica del Laboratori Fermilab i professora a la Universitat de Chicago i a l'Institut Enrico Fermi. A Fermilab, ha estat directora de relacions internacionals així com cap del departament de Física Teòrica. El 2016 fou elegida cap de la Divisió de Partícules i Camps de l'American Physical Society.
Carena es va llicenciar en físiques a l'Instituto Balseiro de Bariloche, Argentina el 1985, i es va doctorar a la Universitat d'Hamburg el 1989. Va ser una Fellow J.S.Bell al CERN el 1993–1995 i Marie-Curie Fellow el 1996. Va ser elegida Fellow de l'American Physical Society el 2002.
El 2010 va rebre un premi de recerca de la Fundació Alexander von Humboldt a Alemanya i, el 2013, va ser Simons Distinguished Visiting Scholar a l'Institut Kavli de Física Teòrica. L'any 2022 el Departament d'Energia (DOE per les seves sigles en anglès) la va distinguir per la seva trajectòria.
La recerca de Carena és focalitzada en models de física més enllà del model estàndard i les seves manifestacions en experiments de física de partícules. Ha explorat connexions entre el bosó de Higgs, supersimetria, teoria de la gran unificació, física de sabor i matèria fosca.